# هاینو فرش
هاینو فرش (آلمانی: Heino Ferch؛ زادهٔ ۱۸ اوت ۱۹۶۳) بازیگر اهل آلمان است. وی از سال ۱۹۸۵ میلادی تاکنون مشغول فعالیت بوده‌است.
از فیلم‌ها یا برنامه‌های تلویزیونی که وی در آن نقش داشته است، می‌توان به خنده مرغ دریایی، تونل، سقوط، گره بادر ماینهوف، لولا می‌دود، مکس اشملینگ، دروغ سفید، شیطان و ناپلئون اشاره کرد.